# Loverboy (film, 2005)
Pour les articles homonymes, voir Loverboy (homonymie).
Loverboy est un film américain réalisé en 2005 par Kevin Bacon. Bacon y joue un petit rôle, ainsi que sa femme à la ville Kyra Sedgwick, et leurs deux enfants Travis et Sosie Bacon, alors que son frère Michael Bacon a composé la musique du film.
Le film n'est pas sorti en France.

## Synopsis
Alors qu'elle a été négligée dans son enfance, une femme devient une mère hyper-protectrice avec son fils.

## Fiche technique
- Titre : Loverboy
- Réalisation : Kevin Bacon
- Scénario : Hannah Shakespeare d'après le roman de Victoria Redel
- Directrice de la photographie : Nancy Schreiber
- Production : Kevin Bacon, Daniel Bigel, Michael Mailer, Kyra Sedgwick
- Musique : Michael Bacon
- Genre : Drame
- Pays de production :  États-Unis
- Durée : 84 minutes
- Dates de sortie : États-Unis : 24 janvier 2005

## Distribution
- Kyra Sedgwick (VF : Déborah Perret) : Emily
- Dominic Scott Kay : Paul (6 ans)
- Kevin Bacon (VF : Thierry Ragueneau) : Marty
- Sandra Bullock (VF : Anneliese Fromont) : Mme Harker
- Blair Brown (VF : Évelyn Séléna) : Jeanette Rawley
- Matt Dillon (VF : Éric Herson-Macarel) : Mark
- Oliver Platt (VF : Daniel Lafourcade) : M. Pomeroy
- Campbell Scott (VF : Bernard Demory) : le père de Paul
- Marisa Tomei (VF : Brigitte Berges) : Sybil
- Sosie Bacon : Emily (10 ans)
- Travis Bacon : Lenny
- Robert Sedgwick : instituteur d'Emily
- Naelee Rae : Allison (6 ans)
- Spencer Treat Clark (VF : Hervé Grull) : Paul (16 ans)
- Valyn Hall : Allison (16 ans)
- Jessica Stone (VF : Natacha Muller) : Anita Biddle